# Kosin (przystanek kolejowy)
Kosin – zlikwidowany przystanek kolejowy w Kosinie na linii kolejowej Pyrzyce – Kosin, w województwie zachodniopomorskim.